# Bibliotheek Utrecht

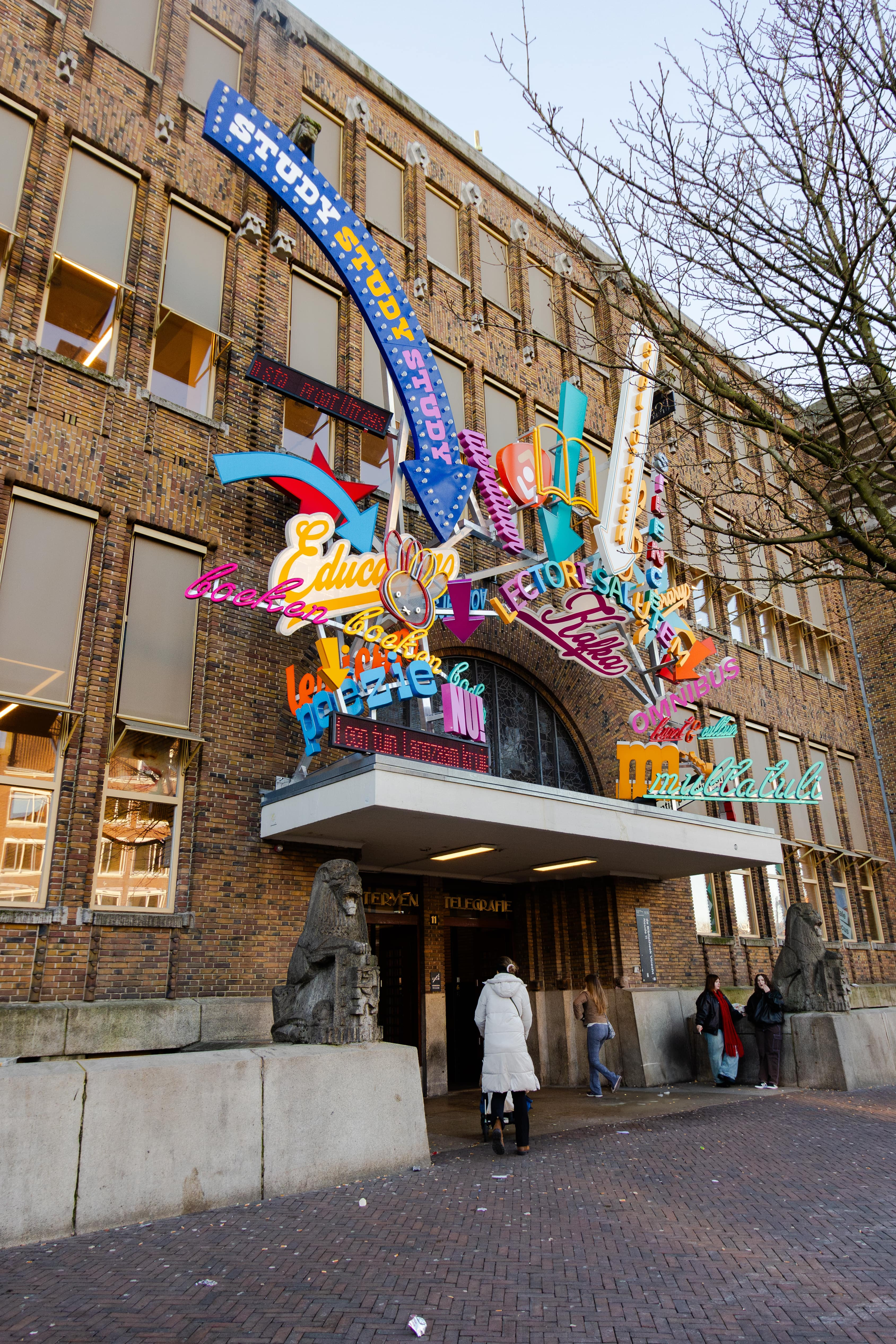
Lichtreclame Intellectual heritage door Maarten Baas boven ingang, 2023.

De bibliotheek Utrecht is een openbare bibliotheek in de Nederlandse gemeente Utrecht. De geschiedenis van de bibliotheek gaat terug tot 1892. Toen werd in Utrecht de openbare leeszaal opgericht, waarvan wel wordt gezegd dat het de oudste van Nederland was.
Vanaf 16 december 2020 is Deirdre Carasso directeur. Haar voorganger was Ton van Vlimmeren.

## Geschiedenis
De oudste openbare leeszaal van Nederland, de Openbare Leeszaal van Utrecht werd geopend op 8 januari 1892, in het gebouw Concordia aan de Loeff Berchmakerstraat 12, een zijstraat van de Neude. 
Tot de oprichters behoorde H.A. van Beuningen (1841-1908), die het pand had gekocht om er een leeszaal te vestigen. Die werd geopend op 8 januari 1892 en was een typische volksbibliotheek, bedoeld voor werklui van boven de 16 jaar. De toegang was gratis. Vrouwen hadden aanvankelijk geen toegang. De zaal was dagelijks geopend van 10:00 tot 22:00 uur, en 's zondags van 13:00 tot 22:00 uur. Kaarten was er verboden. Dammen en schaken waren wel toegestaan; met dien verstande dat dammen in 1895 ook werd verboden. In 1898 werd de leeszaal uitgebreid met 200 zitplaatsen.
Aanvankelijk bestond de collectie bijna uitsluitend uit couranten en tijdschriften, en daarnaast uit een klein aantal boeken (vooral ontspanningslectuur), alles in de zaal ter lezing. Pas in 1909 werd een uitleen-bibliotheek geopend. In 1912 werd een nieuw gebouw geopend aan de Voetiusstraat. In 1913 bezochten 42.559 personen de leeszaal, en 9.699 de studiezaal. In 1910 werd Elizabeth de Clercq (1882-1960) directeur van de Openbare Leeszaal. Ze zou dat gedurende 38 jaar blijven. In 1914 werkten al acht personen in de leeszaal.
Van 1975 tot 2020 was de hoofdvestiging van Bibliotheek Utrecht aan de Oudegracht 167 te vinden, het pand dat bekend stond als Magazijn De Zon, op de hoek van de Oudegracht en de Stadhuisbrug.
Reeds in 2003 werden de eerste plannen voor een verhuizing van de hoofdvestiging van de bibliotheek naar een nieuwe locatie gemaakt. Toen werd er nog gedacht aan nieuwbouw, op het Smakkelaarsveld. Uiteindelijk sneuvelde dat plan, waar toen al miljoenen aan uit waren gegeven, in de Utrechtse gemeenteraad met één stem verschil op 13 januari 2014. Daarna kwam al heel snel het voormalige postkantoor aan de Neude in het blikveld. Dat plan kreeg al heel snel veel steun vanuit de Utrechtse bevolking. Er werd een actiecomité Bieb op Neude opgericht, dat in korte tijd 14.000 handtekeningen ophaalt, en al in juni 2015 werd een overeenkomst getekend tussen de Bibliotheek Utrecht en a.s.r., de eigenaar van het voormalige postkantoor. De verbouwing startte in 2017.

### Filialen
In 1910 werd de eerste uitleenpost geopend: een klein 'wisselbibliotheekje' van dertig boeken in de wijk Jaffa. In 1918 werd een filiaal geopend in de Sweelinckstraat. In 1919 volgde de wijk Ondiep. 

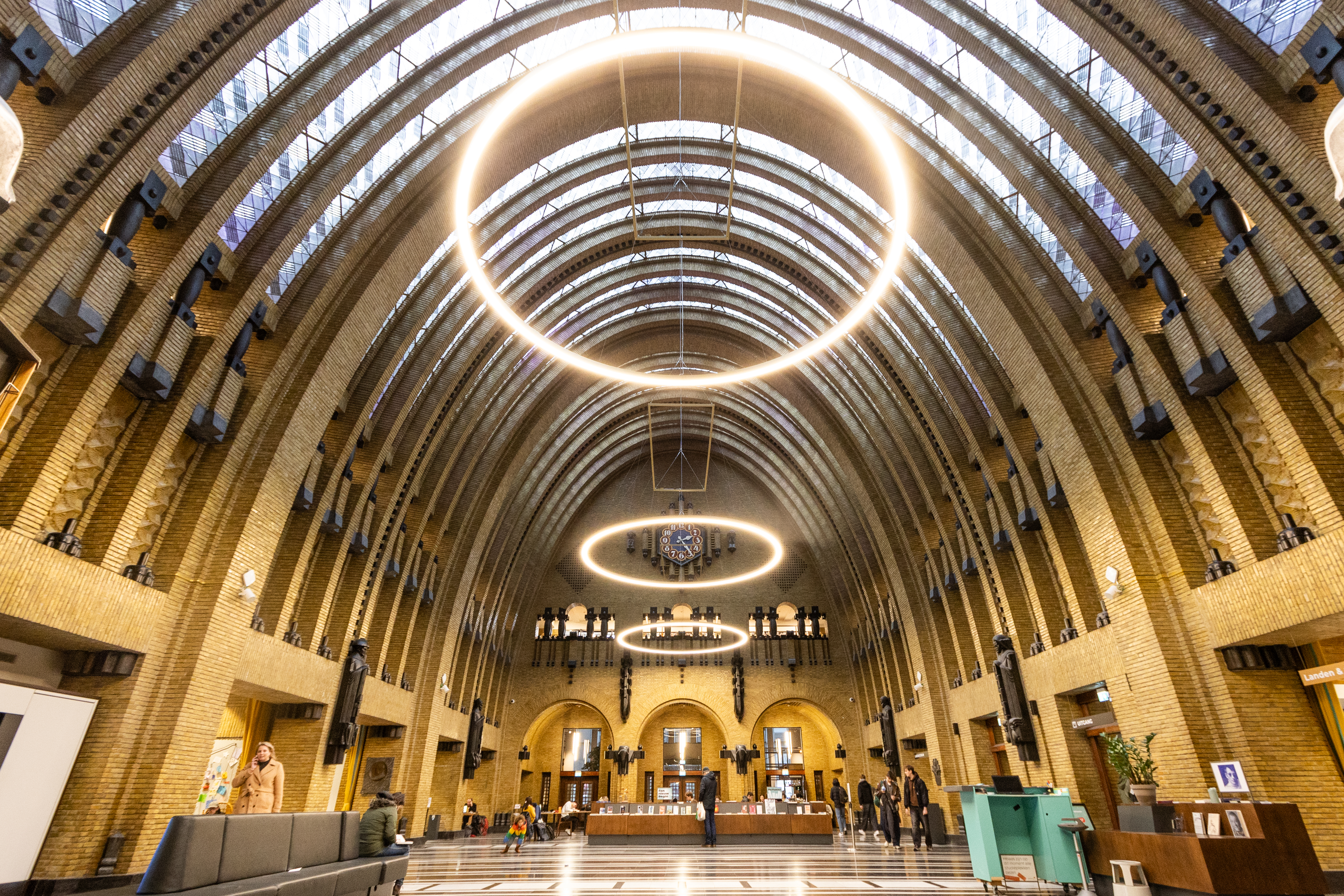
Grote hal, Bibliotheek Neude Utrecht

Per januari 2024 had de Bibliotheek Utrecht de volgende filialen:
- Bibliotheek Neude (in het centrum van Utrecht)
- Bibliotheek Hoograven
- Bibliotheek Lunetten
- Bibliotheek Overvecht
- Bibliotheek Tuinwijk
- Bibliotheek Vleuterweide
- Bibliotheek Zuilen
- Bibliotheek De Meern
- Bibliotheek Kanaleneiland
- Bibliotheek Oog in Al
- Bibliotheek Leidsche Rijn Centrum
- Bibliotheek Vleuten
- Jeugdbibliotheek Waterwin

In 2023 bezochten meer dan 2 miljoen mensen de bibliotheek. Een jaar ervoor waren dat er 1,6 miljoen. Er werden in datzelfde jaar meer dan 1 miljoen jeugdboeken uitgeleend.

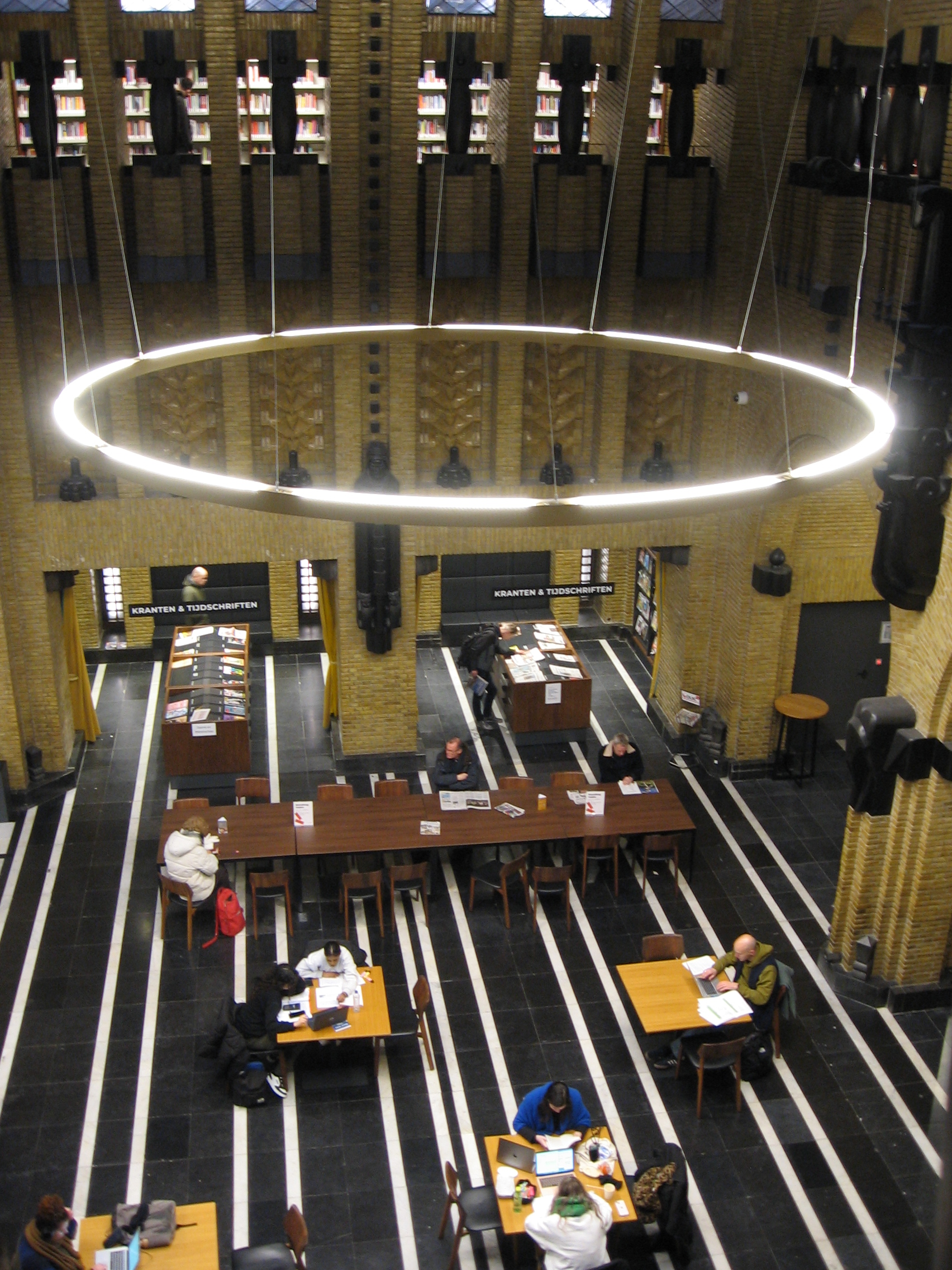
Grote hal, Bibliotheek Neude Utrecht, 2023.

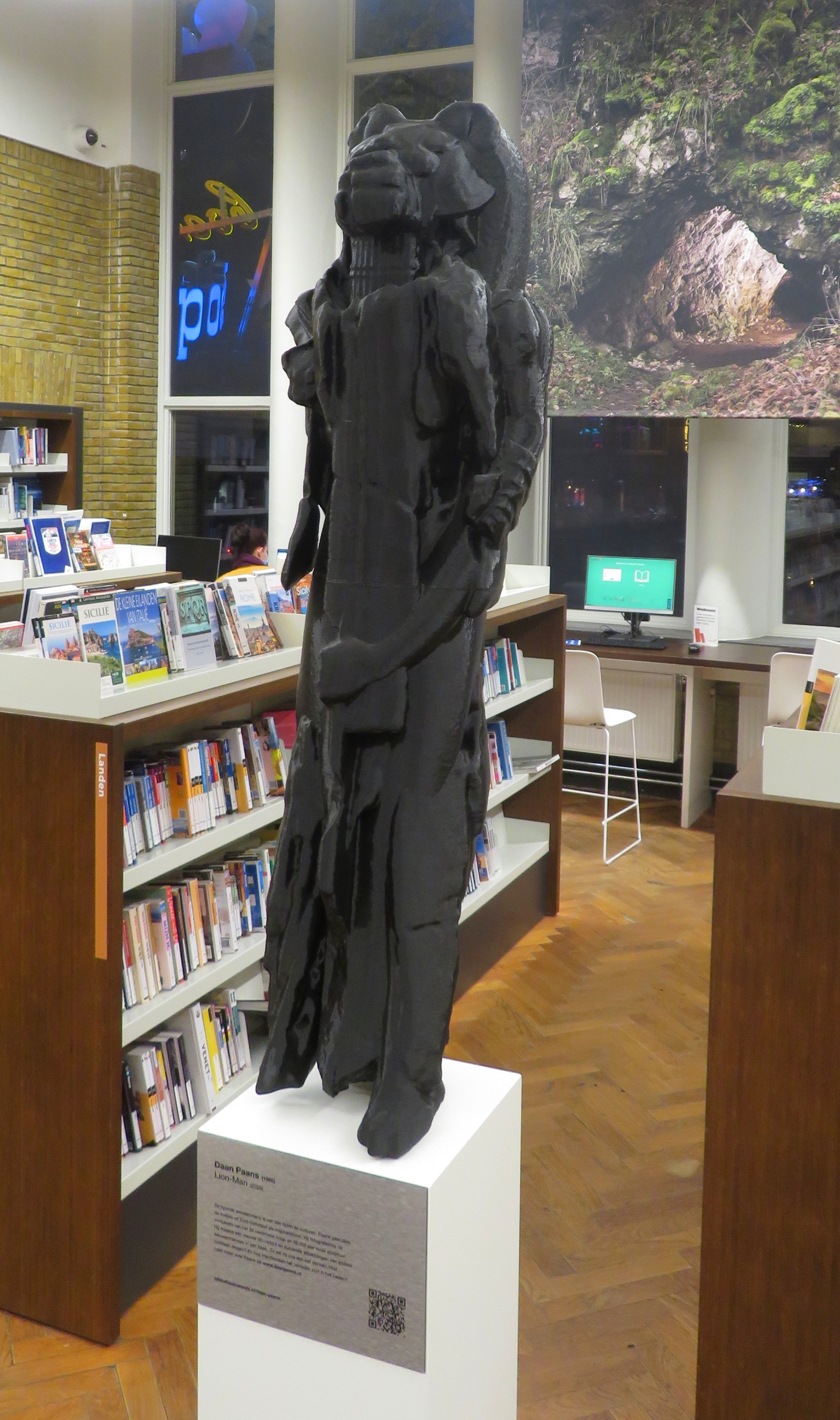
Lion-man (Leeuwman) door Daan Paans. Afdeling Reizen Bibliotheek Neude Utrecht, 2023.

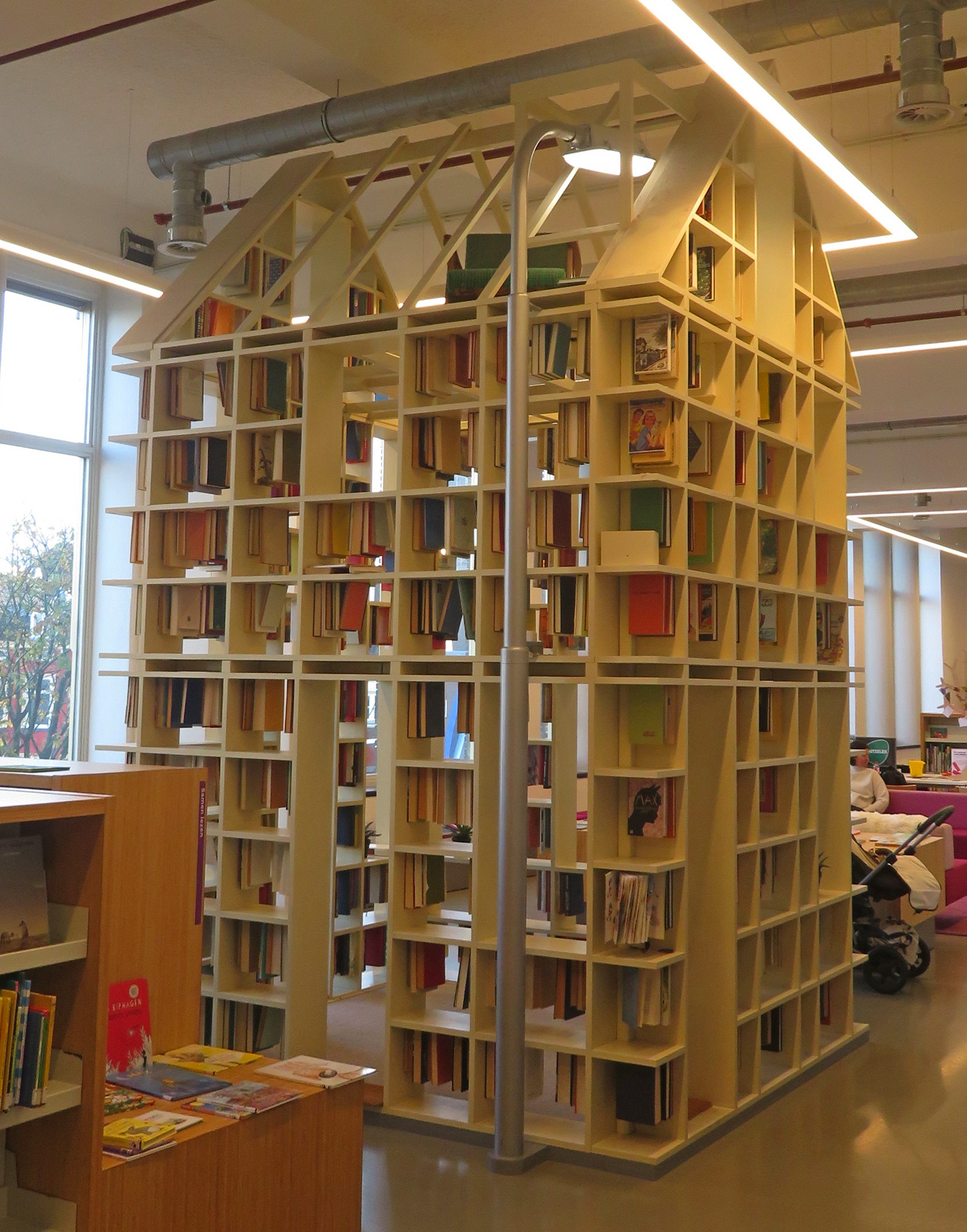
Frank Halmans: Boekenhuis. Jeugdafdeling bibliotheek Neude, 2024.

### Bibliotheek Neude
Sinds 2020 is de centrale bibliotheek in Utrecht gehuisvest in "Post Neude": het voormalige hoofdpostkantoor aan de Neude. De bibliotheek is in dit pand gevestigd, samen met enkele andere instellingen en bedrijven, en heeft een oppervlak van 9.500 m². De collectie telt in 2020 in totaal 163.000 boeken en 3.000 tijdschriften en zit in bijna 1000 boekenkasten. 
In de bibliotheek bevindt zich ook een filmzaal, een theater, een collegezaal, een podiumzaal, een tribune, een voorleeskamer, een atelier, een laboratorium en het stadsstudiehuis. Er zijn studiecabines, vergaderruimtes en ruim 800 lees- studie en werkplekken.
Behalve de bibliotheek zijn in het gebouw van het voormalige hoofdpostkantoor Post Neude tevens gehuisvest: 
- een horeca-gelegenheid: café Meneer Potter en restaurant Noda
- een supermarkt van Albert Heijn
- Bever buitensport
- Søstrene Grene, een van oorsprong Deense woonwinkel
- Broese boekverkopers
- en onder het gebouw: een fietsenstalling[15]

De verhuizing van de bibliotheek van de Oudegracht naar de Neude begon op 17 februari en zou volgens de plannen worden afgesloten met een feestelijke opening. Op 10 maart was er nog een rondleiding voor journalisten, maar de feestelijke opening op 13 maart kon niet doorgaan vanwege de lockdown in de coronapandemie. Daardoor konden pas vanaf 11 mei (op afspraak) boeken worden geleend. 

#### "Gemengd bedrijf"
De nieuwe Bibliotheek Neude heeft uitdrukkelijk de ambitie om zich te ontwikkelen tot een nieuwe plek voor cultuur in de stad, tot een "gemengd bedrijf, een centrum voor informatie, ontspanning, muziek, literatuur, kunst en wetenschap in het hart van de stad. Het programma in de Neude omvat theater, vertelvoorstellingen, lezingen, debatten, dialogen, schrijversavonden, literair café, pubquiz, kooroptredens, tentoonstellingen, workshops (waaronder Wikikring Utrecht) en cursussen." Het accent ligt op het betrekken van Utrechters, die niet vanzelf in aanraking komen met kunst en cultuur en het bevorderen van culturele, etnische en seksuele diversiteit. De bibliotheek mikt daarbij vooral op een literair programma, en heeft als doel om het "Huis van het woord" in de "City of Literature Utrecht" te worden. Sinds februari 2024 wordt in de grote hal het televisieprogramma VPRO Boeken opgenomen.

#### Kunst
Een van de doeleinden van de bibliotheek is om hedendaagse kunst te ontsluiten. Er worden in Bibliotheek Neude vijf werken van vijf Utrechtse kunstenaars permanent tentoongesteld.: 
- Op de voorgevel hangt een lichtkunstwerk van Maarten Baas met de titel 'Intellectual heritage'.[20] Het werd in januari 2023 boven de hoofdingang geplaatst en het bestaat uit een aluminium frame en 35 LED lichtornamenten. Het werk is in totaal tien meter lang, negen meter hoog en drie meter diep.[21]
- Op de begane grond, afdeling 'Reizen' bevindt zich het werk 'Lion-Man' van Daan Paans. Het bestaat uit drie delen: een fotoboek, grote wandfoto's en een beeld dat gemaakt is met een 3d-printer en PLA.[22] Het werk grijpt terug op het meer dan 30.000 jaar oude beeldje van de Löwenmensch.
- Bij de roltrappen hangt het 'Monument voor het digitaal falen' van Jop Vissers Vorstenbosch. Het is een lichtsculptuur van vijf bij vijf meter dat reageert op iedere voorbijganger.[23]
- 'What we hear when we read' van Jan Willem Deiman is een kunstwerk, bestaande uit tweehonderd hangende sculpturen, die zijn geïnspireerd op het Fenicisch alfabet.
- Het boekenhuis van Frank Halmans heeft als titel 'Alleen in mijn boeken kan ik wonen' — een variatie op een dichtregel van J. Slauerhoff.[24]